# Ero lokobeana
Ero lokobeana là một loài nhện trong họ Mimetidae.
Loài này thuộc chi Ero. Ero lokobeana được miêu tả năm 1996 bởi Emerit.